# NGC 527
NGC 527 je galaksija u zviježđu Kipar.

## Vanjske poveznice
- SEDS: NGC 0527